# Дейтон (Алабама)
Дейтон (англ. Dayton) — місто (англ. town) в США, в окрузі Маренго штату Алабама. Населення — 28 осіб (2020).

## Географія
Дейтон розташований за координатами 32°21′3″ пн. ш. 87°38′30″ зх. д. / 32.35083° пн. ш. 87.64167° зх. д. (32.350958, -87.641573). За даними Бюро перепису населення США в 2010 році місто мало площу 2,59 км², уся площа — суходіл.

## Демографія
Згідно з переписом 2010 року, у місті мешкали 52 особи в 16 домогосподарствах у складі 11 родини. Густота населення становила 20 осіб/км². Було 19 помешкань (7/км²).
Расовий склад населення:
| - 65,4 % — чорних або афроамериканців - 32,7 % — білих |

До двох чи більше рас належало 1,9 %. Частка іспаномовних становила 0,0 % від усіх жителів.
За віковим діапазоном населення розподілялося таким чином: 44,2 % — особи молодші 18 років, 42,3 % — особи у віці 18—64 років, 13,5 % — особи у віці 65 років та старші. Медіана віку мешканця становила 26,0 року. На 100 осіб жіночої статі у місті припадало 116,7 чоловіків; на 100 жінок у віці від 18 років та старших — 81,2 чоловіків також старших 18 років.
За межею бідності перебувало 48,0 % осіб, у тому числі 72,7 % дітей у віці до 18 років та 0,0 % осіб у віці 65 років та старших.
Цивільне працевлаштоване населення становило 2 особи. Основні галузі зайнятості: освіта, охорона здоров'я та соціальна допомога — 100,0 %.